# Patera de Hroswitha
Hroswitha Patera
Pour les articles homonymes, voir Hroswitha.
La patera de Hroswitha (désignation internationale : Hroswitha Patera) est une patera située sur Vénus dans le quadrangle de Bell Regio. Elle a été nommée en référence à Hrotsvita de Gandersheim, écrivaine, dramaturge, poétesse et chanoinesse germanique (env. 935–975).